# 釣りバカ日誌4
『釣りバカ日誌4』（つりバカにっしフォー）は、1991年12月23日公開の日本映画。釣りバカ日誌シリーズ第4作。同時上映は『男はつらいよ 寅次郎の告白』。

## あらすじ
あい変わらず、夫婦円満な釣りバカサラリーマン、ハマちゃんこと浜崎伝助とみち子の悩みのタネは子宝に恵まれないこと。だが、ついにみち子がご懐妊を果たし、大喜びの伝助。出産立ち合いの際の呼吸法を練習したり、マタニティ体操を一緒にしたり、会社をサボってでもみち子の定期健診には必ず付き添うというみち子以上の張り切りぶり。
また、釣り友達であり伝助の勤務する鈴木建設の社長・鈴木一之助ことスーさんの甥で今年大学を卒業したばかりの新入社員・宇佐美和彦は研修を終え、よりによって営業三課に配属となり、伝助の部下となった。スーさんの目下の悩みのタネは、そんな和彦の覇気の無さだった。そんなスーさんの悩みをよそに、和彦は伝助ともすっかり打ち解け、プライベートでも伝助の家に入り浸ったりするなど、みち子共々親しい仲となる。スーさんからは次期後継者として密かに期待を抱かれたり、スーさんの妹でもある和彦の母からは持ち込まれる縁談を無理矢理押し付けられるなど、和彦の不満は日に日に高まる一方で、その後も伝助の家に入り浸っているうちに出会った伝助のポン友で隣に住む釣り舟屋の八郎の妹・町子と恋に落ちてしまった。ところが八郎は2人の交際に猛反対し、町子は八郎から和彦との交際をやめるように言われ、和彦からもらったデートで行く予定だったプロレスのチケットを粉々にされてしまい、怒りに満ちた和彦は八郎の家に押しかけ大乱闘を繰り広げてしまう。
その後、和彦は退職届をファックスで提出。やがて町子と一緒に和歌山県由良に駆け落ち。和彦に僅かな望みをかけるスーさんは何としてでも和彦を引き止めようと、重役共々伝助に和彦を迎えに行くよう命じる。伝助はすぐに2人を発見するが、伝助自身もそのついでにいかだ釣りを楽しもうと2人を旅館に引き留め、釣り船に乗って出掛けるが、船の中には既に先回りしていたスーさんの姿もあった。やがて、伝助とスーさんは日中のいかだ釣りを楽しむ中で、和彦は会社を辞める決心は固く、あのマイペースな性格の和彦には元々会社の後継者としては向いていないという事を伝助に諭され、2人は周囲から何と言われようが結婚するという気持ちに対して本当に幸せになれるのだろうかというスーさんの和彦に対する不安は尽きない。そして夕方2人が待つ旅館へ。伝助の目的はあくまで「和彦を連れ戻す」という社命であるため、伝助が2人の部屋に入り話し合いの場を持つ。そして、待機していたスーさんは部屋に入るやいきなり和彦にビンタを振るうが、これはあくまで立場上の行為であり、2人の気持ちは理解しつつ、和彦が会社を辞めて今後果たしてうまくやっていけるのか伝助を通じて和彦に今の気持ちを伺う。そして和彦本人よりスーさんに自分の想いをはっきりと伝え、和彦は町子と婚約を結び、和彦は鈴木建設を正式に退職する。
その後、和彦と町子の結婚披露宴の最中、伝助とスーさんはみち子のお産を手伝い式場から退席。待望の子宝を授かり「鯉太郎」と命名された。後日、釣りに出掛ける伝助とスーさんであったが、八郎のたった1人の大切な妹である町子をスーさんの甥に奪われた事で八郎はスーさんに対して大むくれするが、釣り船には鯉太郎が生まれた幟が立てられお祝いムードに包まれた。

## キャスト
浜崎家
- 浜崎伝助（鈴木建設営業三課） - 西田敏行
- 浜崎みち子（妻） - 石田えり

鈴木家
- 鈴木一之助（鈴木建設代表取締役社長） - 三國連太郎
- 鈴木久江（妻） - 丹阿弥谷津子

メインゲスト
- 宇佐美和彦（一之助の甥・鈴木建設営業三課） - 尾美としのり
- 太田町子（八郎の妹） - 佐野量子

鈴木建設
- 秋山鉄蔵（専務） - 加藤武
- 竪山（常務） - 児玉謙次
- 坂本（人事部長） - 佐々木勝彦
- 島田（秘書室長） - 沼田爆
- 佐々木和男（営業三課課長） - 谷啓
- 恵（営業三課） - 戸川純
- 香織（営業三課） - 内海和子
- 前原（運転手） - 笹野高史

その他
- 太田八郎（ハマちゃんの隣人） - 中本賢
- 宇佐美浪子（スーさんの妹・和彦の母） - 久里千春
- 産婦人科医 - 森塚敏
- 看護婦 - 丸山秀美
- 妙子（和彦の見合い相手） - 井上ユカリ

## スタッフ
- 監督 - 栗山富夫
- 製作 - 杉崎重美
- 原作 - やまさき十三（作）、北見けんいち（画）（小学館「ビッグコミックオリジナル」連載）
- 脚本 - 山田洋次、堀本卓、関根俊夫
- プロデューサー - 瀬島光雄、中川滋弘
- 撮影 - 安田浩助
- 美術 - 重田重盛
- 編集 - 鶴田益一
- 音楽 - 佐藤勝
- 助監督 - 梶浦政男

## 主題歌
- 「冷たくしないで」（歌：西田敏行）
  - 作詞：多夢星人／作曲：谷村新司／編曲：難波正司

## ロケ地
- 和歌山県由良町

## 受賞
- 第15回日本アカデミー賞にて三國連太郎が「息子 (映画)」とあわせて最優秀主演男優賞受賞[2]

## 地上波放送履歴
| 回数  | テレビ局   | 番組名           | 放送日         |
| ----- | ---------- | ---------------- | -------------- |
| 初回  | 日本テレビ | 金曜ロードショー | 1992年12月25日 |
| 2回目 | 日本テレビ | 金曜ロードショー | 1994年2月4日   |
| 3回目 | 日本テレビ | 金曜ロードショー | 1995年9月15日  |
| 4回目 | 日本テレビ | 金曜ロードショー | 1997年2月28日  |
| 5回目 | テレビ朝日 | 日曜洋画劇場     | 1999年3月28日  |
| 6回目 | テレビ朝日 | 日曜洋画劇場     | 2007年2月18日  |